# Raf Hooyberghs
Raphaël „Raf“ Hooyberghs (* 28. September 1948 in Veerle (Provinz Antwerpen)) ist ein ehemaliger belgischer Radrennfahrer und nationaler Meister im Radsport.

## Sportliche Laufbahn
Als Amateur gewann er 1969 die nationale Meisterschaft im Straßenrennen vor Jean-Pierre Monseré. 1970 wurde er Berufsfahrer im Radsportteam Geens-Watneys und fuhr bis 1974 als Profi. In seiner ersten Saison als Radprofi siegte er im Etappenrennen Tour du Nord, wobei er eine Etappe gewann. Im Scheldeprijs wurde er Zweiter hinter Roger de Vlaeminck. Im Grote Prijs Jef Scherens belegte er hinter Frans Verbeek den zweiten Rang. 1972 gewann er das Eintagesrennen Omloop der Vlaamse Gewesten. Er gewann eine Reihe von Kriterien und Rundstreckenrennen in Belgien und beendete nach der Saison 1974 seine Laufbahn als Radprofi.